# Jesús Benítez
Jesús Benítez, vollständiger Name Jesús Oribe Benítez Galeano, (* 26. Juni 1984 in Montevideo) ist ein uruguayischer Fußballspieler.

## Karriere

### Verein
Der 1,67 Meter große Mittelfeldakteur Benítez gehörte zu Beginn seiner Karriere von 2004 bis in die Saison 2005/06 dem Kader des seinerzeitigen Erstligisten Centro Atlético Fénix an. In der Saison 2004 wurde er in einem Erstligaspiel eingesetzt. In der Spielzeit 2005/06 sind sodann auch elf Erstligaeinsätze (kein Tor) für den Ligakonkurrenten Tacuarembó FC verzeichnet. Von der Apertura 2006 bis in die Clausura 2008 absolvierte er dort 56 weitere Partien in der Primera División, bei denen er zwei Tore erzielte. In der Apertura 2008 und der Clausura 2009 wird er als Spieler von River Plate Montevideo geführt. Bei dieser Karrierestation weist die Statistik sieben Erstligabegegnungen (kein Tor) mit seiner Beteiligung aus. Bereits seit der Apertura 2009 stand er im Kader des Zweitligisten Miramar Misiones. Er trug in der Spielzeit 2009/10 mit neun Treffern bei zwölf Einsätzen zum Aufstieg bei. In der Saison 2010/11 bestritt er für die Montevideaner acht Partien (kein Tor) in der Primera División. Zum Jahresanfang 2011 schloss er sich dem venezolanischen Verein Guatire an. Ab Juli 2011 setzte er seine Karriere beim Yaracuyanos FC fort, für den er in der Spielzeit 2011/12 29 Ligabegegnungen der Primera División absolvierte und vier Treffer erzielte. Auch kam er zweimal (kein Tor) in der Copa Sudamericana zum Einsatz. Im Juli 2012 wechselte er nach Guatemala zu Suchitepéquez. Dort lief er im Juli und August 2012 in sechs Spielen (kein Tor) der Liga Nacional auf. In der Clausura 2014 stand er in Reihen des uruguayischen Zweitligisten Club Atlético Torque und wurde 13-mal (ein Tor) in der Segunda División eingesetzt. Im zweiten Halbjahr 2014 soll er für den Uruguay Montevideo FC gespielt haben. Mitte Januar 2015 wechselte er zum seinerzeit von Ariel Longo trainierten guatemaltekischen Verein Deportivo Carchá. Bei den Guatemalteken erzielte er mindestens am 11. Spieltag der Clausura 2015 gegen Heredia einen Treffer.

### Nationalmannschaft
Benítez gehörte der von Juan Jacinto Rodríguez trainierten U-17-Auswahl Uruguays an, die an der U-17-Südamerikameisterschaft 2001 in Peru teilnahm und den 6. Platz belegte. Ebenfalls spielte er für die uruguayische U-20-Nationalmannschaft. Er war mindestens im Juni 2007 Mitglied der von Roland Marcenaro betreuten U-23-Auswahl Uruguays.